# Мали прст
Мали прст је најмањи прст на људској руци. Налази се поред домалог прста.

## Употреба
Приликом мирења постоји обичај да две особе које се помирују укрсте своје мале прсте и изговарају речи: „Мир, мир, мир, нико није крив, ава, ава, ава, судија је крава.”
На малом прсту се може носити прстење одговарајуће величине за њега.